# Таллинн, Яан
Яан Таллинн (эст. Jaan Tallinn; 14 февраля 1972 года, Таллин) — эстонский программист, инвестор и физик, который принимал участие в развитии Skype в 2002 году и FastTrack/Kazaa в 2000 году.
Яан Таллинн партнер и соучредитель девелоперской компании Bluemoon, в которой создавалась игра Skyroads.

## Биография
В 1990 году окончил Таллинскую среднюю школу № 1; в 1996 году — Тартуский университет бакалавром наук в области теоретической физики, защитив диссертацию на тему путешествий в межзвездных расстояниях через искривление (warps) в пространстве-времени.
Таллинн входит в Совет авторов Бюллетеня ученых-атомщиков и является бывшим членом Консультативного совета эстонского Президента он также является одним из основателей Центра по изучению Экзистенциальных рисков, и сооснователь индивидуальной медицинской исследовательской компании MetaMed..
Таллинн пожертвовал $364,000 для Научно-исследовательского института машинного интеллекта.

## Награды и премии
- Орден Белой звезды 5 степени (7 февраля 2007 года)[14].
- Кавалер ордена «За заслуги перед Литвой» (17 мая 2013 года, Литва)[15].
- Отмечен Lifeboat Foundation Guardian Award (2012).